# Washington Crossing the Delaware
Ne pas confondre avec l’évènement dépeint par le tableau.
Washington Crossing the Delaware (« Washington traversant le Delaware ») est une toile de 1851 du peintre américain d'origine allemande Emanuel Leutze.
C'est une commémoration de la traversée du Delaware par George Washington dans la nuit du 25 au 26 décembre 1776, lors de la guerre d'indépendance des États-Unis, le premier épisode d'une attaque surprise contre des troupes de Hesse à Trenton dans le New Jersey, lors de la bataille de Trenton.
La toile fait partie de la collection permanente du Metropolitan Museum of Art de New York. Il en existe de nombreuses copies dont l'une se trouve dans l'aile Ouest de la Maison-Blanche. L'œuvre est mise en abyme dans le tableau de Grant Wood, Filles de la Révolution (1932).

## Histoire
Né en Allemagne, Emanuel Leutze grandit aux États-Unis, puis, une fois adulte, retourne en Allemagne, où il conçoit l'idée de ce tableau durant le Printemps des peuples de 1848. Il souhaite encourager les réformateurs libéraux européens à travers l'exemple de la révolution américaine. Il prend comme modèles pour son tableau des touristes et des étudiants et termine sa première peinture en 1850. Peu de temps après l'avoir achevée, cette première version est sérieusement endommagée lors d'un incendie dans son atelier. Elle sera plus tard restaurée et acquise par la Kunsthalle de Brême. En 1942, pendant la Seconde Guerre mondiale, elle fut détruite lors d'un bombardement par la Royal Air Force (ce qui fit dire, sur le ton de la plaisanterie, qu'il s'agissait de l'ultime vengeance des Britanniques sur la révolution américaine).
La seconde toile, une copie de même taille que l'original, commence en 1850 et est exposée à New York en octobre 1851. Plus de 50 000 personnes viennent l'admirer. La peinture est alors acquise par Marshall O. Roberts pour la somme de 10 000 $ (ce qui représente une fortune à l'époque). Après plusieurs changements de propriétaires, elle est finalement offerte au Metropolitan Museum of Art, par John Stewart Kennedy, en 1897 et y est toujours exposée.
En janvier 2003, la toile fut défigurée par un ancien gardien du Metropolitan qui colla sur la peinture une photo des attentats du 11 septembre 2001. Fort heureusement, il n'en résulta aucun dommage irrémédiable.
En avril 2022, Christie's a annoncé que le plus petit tableau serait vendu aux enchères en mai, pour une estimation de prévente de 15 à 20 millions de dollars. Le 12 mai 2022, il a été adjugé 45 millions de dollars.

## Composition

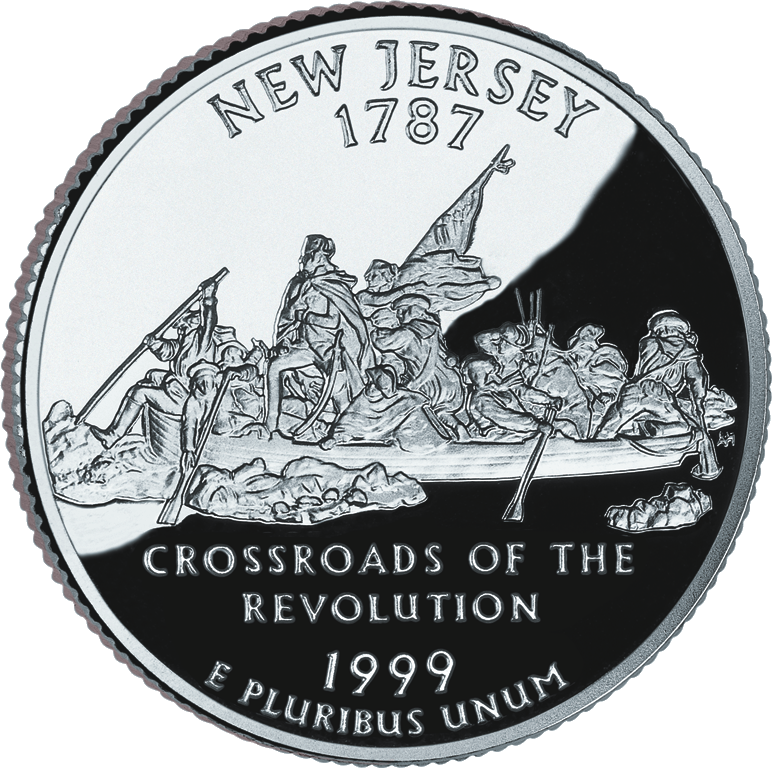
La pièce de 25 cents de l'État du New Jersey est frappée avec une reproduction du tableau.

Le tableau est notable de par sa composition picturale. Washington est mis en valeur par un ciel sombre d'où provient un rayon de soleil qui éclaire son visage et le centre du tableau. Les couleurs sont pour la plupart dans des tons sombres, comme on peut s'y attendre à l'aube, mais il y a des touches de rouges qui se répètent au sein de la composition. La perspective trompeuse et les bateaux s'alignant au loin donnent de la profondeur à la peinture et mettent en valeur l'embarcation de Washington.
Les gens sur le bateau constituent une palette représentative de la population américaine des colonies de l'époque. On y trouve un homme coiffé d'un bonnet écossais, un homme d'origine africaine nous faisant face à l'avant, des trappeurs à la proue et à la poupe, deux paysans avec leurs chapeaux à large bord à l'arrière (l'un d'entre eux porte un bandage à la tête), ainsi qu'un rameur androgyne en chemise rouge, probablement une femme vêtue en homme.
L'homme debout aux côtés de Washington et qui porte le drapeau est le lieutenant James Monroe, futur président des États-Unis.

## Inexactitude historique

Le Grand Union Flag.

Le tableau contient une inexactitude historique dont on parle souvent : le drapeau sur la peinture est un anachronisme.
Il s'agit en effet du premier drapeau des États-Unis (le Stars and Stripes), qui n'avait pas encore été dessiné lors de la traversée de Washington, en 1776. Sa création date du 14 juin 1777, lors de son adoption par le Second Congrès continental. Il ne sera déployé pour la première fois que le 3 septembre 1777. La vérité historique aurait voulu qu'il s'agisse du Grand Union Flag, officiellement hissé par Washington le 2 janvier 1776 à Cambridge (Massachusetts), comme drapeau officiel de l'Armée continentale et premier drapeau du pays.
Des contingences artistiques ont, semble-t-il, motivé certaines incohérences historiques et physiques. Par exemple, le bateau (qui n'est pas le bon modèle) semble trop petit pour contenir tous ses occupants et rester à flot, mais il magnifie l'effort des rameurs. On remarque des sources de lumière fantômes aux côtés du soleil naissant, comme on peut le voir sur le visage du rameur de tête et avec les ombres sur l'eau, afin d'accroître la profondeur de champ. La traversée a lieu à la fin de la nuit, aussi ne devrait-il y avoir aucune lumière naturelle, mais cela aurait donné un tout autre tableau. La rivière est faite sur le modèle du Rhin, où la glace a tendance à former des blocs comme représentés ici, et non pas de larges plaques comme il est courant sur le Delaware. (Cependant, certains pensent que le Delaware gelait tel qu'il est représenté sur la toile, à cause d'une mini-ère glaciaire qui sévissait à l'époque). Il pleuvait également lors de la traversée. Ensuite, les hommes n'emmenèrent pas de chevaux sur les barques lors de la traversée. Enfin, la posture de Washington qui tend à lui donner la stature d'un héros, aurait été difficile à tenir dans les conditions tempétueuses de la traversée. Ceux qui dénigrent la précision historique de l'œuvre disent en général que Washington aurait été assis. L'historien David Hackett Fischer affirme néanmoins que tout le monde aurait été debout pour éviter l'eau glacée qui stagnait au fond du bateau (les bateaux utilisés avaient un bordé bien plus haut).

## Thème
Le thème est une allusion à l'histoire romaine : Jules César franchissant le Rubicon. La traversée d'un fleuve a une portée symbolique forte et renvoie au passage du fleuve des enfers, le Styx.